# Mjälleborgen
Mjälleborgen är en fornborg på Öneberget på Frösön i Jämtland, och en av Sveriges nordligaste fornborgar. 

## Bakgrund
Borgen uppfördes under romersk järnålder på 300-talet. Den blev nedbränd minst två gånger under 300–500-talen.  Resterna av Mjälleborgen märks numera genom en cirka 120 meter lång och 10 meter bred terrass av jord och sten på bergets nordsida, som är flack. På andra sidan av berget har anläggningen skyddats av bergets branta stup. Själva borgkonstruktionen hålls ihop av en inre så kallad timmerkonstruktion.
Vid arkeologiska undersökningar har framkommit att terrassen troligen har varit omgiven av en palissad. Inom området finns spår efter två långhus som uppfördes under 500-talet.
Mjälleborgen är ett av Norrlands största byggnadsverk från forntiden. Den är ett säkert tecken på ett organiserat regionalt samhälle. Detta styrks av att bygderna i landskapet utvecklades under denna tid (400–500-talen). Under den perioden nådde också produktionen av järn sin höjdpunkt i Jämtland, och borgen kan ha uppförts av den elit som kontrollerade järnets handelsvägar.
Mjälleborgen anlades på en mycket strategisk punkt från vilken man kunde behärska bygden runt Frösön och därmed även vägen till Trøndelag respektive Medelpad.